# Brugg
Brugg es una ciudad y comuna suiza del cantón de Argovia, capital del distrito de Brugg. Limita al norte con las comunas de Rüfenach y Villigen, al noreste con Untersiggenthal y Gebenstorf, al este con Windisch, al sur con Hausen, al suroeste con Habsburg y Schinznach-Bad, al oeste con Villnachern y Bözberg, y al noroeste con Riniken.

## Ciudades hermanadas
- Rottweil.